# Gustav Peter Bucky
Pour les articles homonymes, voir Bucky.
Gustav Peter Bucky est un médecin, physicien et écrivain scientifique germano-américain, né le 3 septembre 1880 en Allemagne et mort le 19 février 1963 à New York. On lui doit plusieurs apports significatifs à la radiographie naissante.

## Biographie

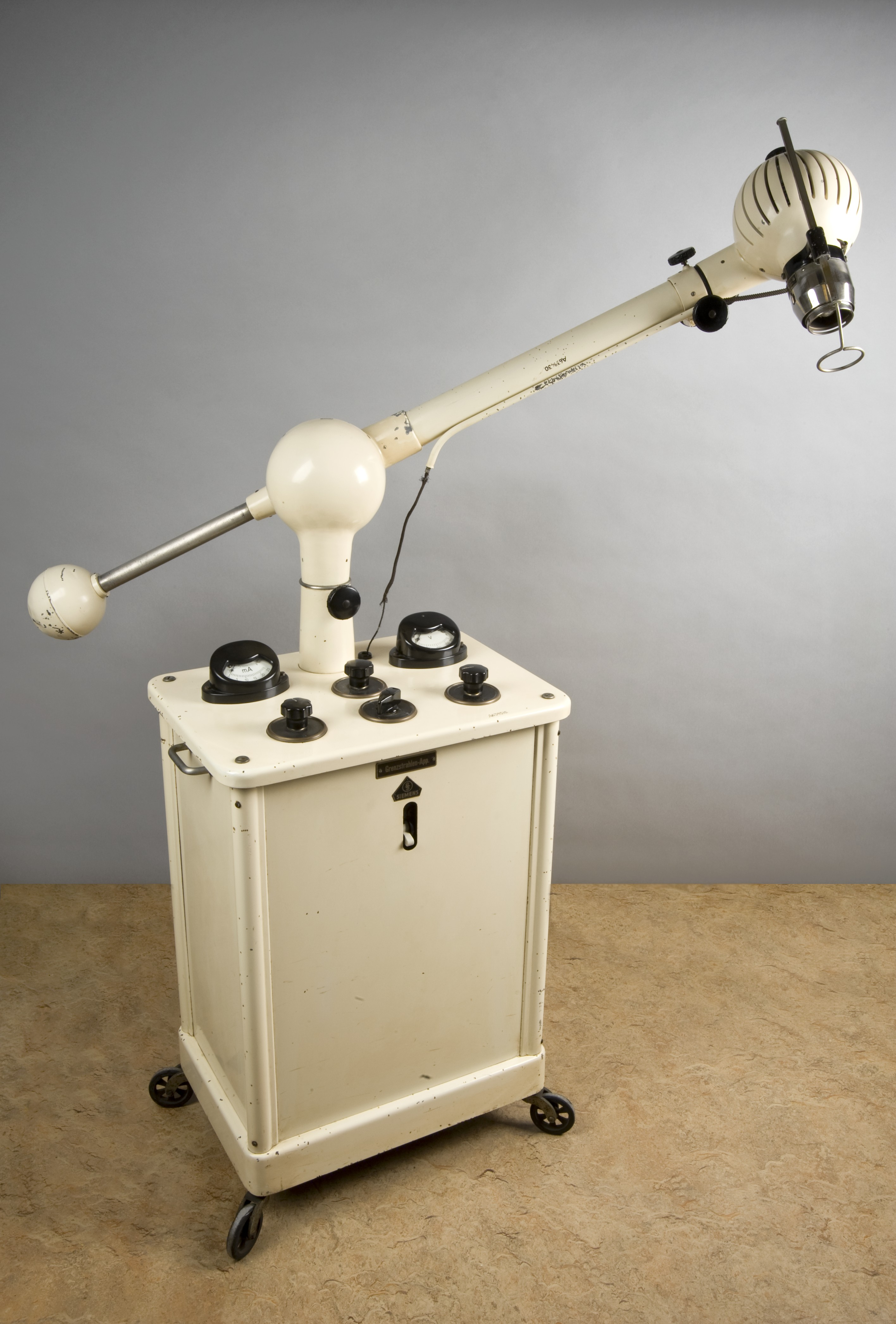
L'appareil à rayons de Grenz, utilisé pour la radiothérapie de la peau, a été inventé par Gustav Peter Bucky, qui avait découvert les (rayons X de basse énergie) en 1925.

Gustav Peter Bucky naît le 3 septembre 1880 en Allemagne. Il étudie la médecine de 1901 à 1906 à Genève et à Leipzig.
En 1933, il émigre aux États-Unis.
Proche ami d'Albert Einstein, les deux ont mis au point un dispositif pour régler automatiquement la durée d'exposition des pellicules radiographiques.
Ils partagent un brevet pour ce dispositif.
Le diagramme de Bucky et la grille de Bucky-Potter sont des dispositifs qui préviennent les rayons X diffractés de « polluer » les films à rayons X.
Bucky meurt le à New York le 19 février 1963.

## Publications
- (de) Gustav Bucky, Anleitung zur Diathermiebehandlung, Urban & Schwarzenberg, Berlin et Vienne, 1921
- (de) Gustav Bucky, Die Röntgenstrahlen und ihre Anwendung, Verlag Teubner, Leipzig, 1918
- (de) Gustav Bucky, Otto Glasser et Olga Becker-Manheimer, Grenzstrahltherapie, Verlag S. Hirzel, Leipzig, 1928
- (de) Gustav Bucky, August Becker et Max Brenzinger, Lehrbuch der Strahlentherapie, Verlag Teubner, Leipzig, 1924